# Anatolij Lebeda
Anatolij Lebeda (ukrainisch Анатолій Лебеда) ist ein ehemaliger ukrainischer Bogenbiathlet.
Anatolij Lebeda erreichte seinen ersten internationalen Erfolge bei den Bogenbiathlon-Weltmeisterschaften 2004 in Pokljuka. An der Seite von Wolodymyr Ossadtschyj, Roman Schowkun und Serhij Mychajlenko hinter der russischen und der slowenischen Staffel die Bronzemedaille. Im Massenstartrennen wurde Lebeda Achter, im Sprintrennen Zehnter und beendete das Verfolgungsrennen nicht. Ein Jahr später wiederholte er den Staffel-Erfolg in Forni Avoltri und gewann mit der Ukraine hinter Russland und Slowenien in der Besetzung Wolodymyr Ossadtschyj, Anatolij Lebeda, Andrij Taran und Serhij Mychajlenko die Bronzemedaille.